# Messor decipiens
Messor decipiens är en myrart som beskrevs av Santschi 1917. Messor decipiens ingår i släktet Messor och familjen myror. Inga underarter finns listade i Catalogue of Life.